# Massengräber in Prevalje
Auf dem Gebiet der Gemeinde Prevalje in Slowenien wurden bisher (Stand Februar 2024) zwölf  Massengräber in Leše aus der Zeit unmittelbar nach dem Zweiten Weltkrieg gefunden.

## Leše
In Leše liegen die Überreste der im Rahmen des Massakers von Leše  im Mai 1945 Getöteten. Es wurden wahrscheinlich rund 700 Frauen und Männer österreichischer, kroatischer und slowenischer Herkunft umgebracht.
Die Getöteten wurden auf dem Gelände eines ehemaligen Kohlenbergwerks mit vielen Dolinen südlich der örtlichen St. Annenkirche in Massengräbern abgelegt.
- Das Massengrab von Leše 1 (slowenisch: Grobišče Leše 1) – auch bekannt als Massengrab im Veržuner Wald (Grobišče Veržunov gozd), Janž-Höhlen-Massengrab (Grobišče Janževa jama) und Gustav-Minen-Massengrab (Grobišče rudnik Gustav) – befindet sich 550 Meter südlich der St.-Anna-Kirche.[5]

- Das Massengrab Leše 2 (Grobišče Leše 2) ist auch als Massengrab im Wald von Veržun (Grobišče Veržunov gozd) bekannt. Es befindet sich 680 Meter südlich der St.-Anna-Kirche.[6]

Bis zum Jahr 2010 war man von etwa einhundert Opfern ausgegangen. Im Rahmen einer erneuten Untersuchung durch slowenische Behörden wurde ein weiteres Massengrab entdeckt. Diese Ermittlungen kamen zum Schluss, dass es sich um etwa 700 Getötete handelte. Nach den vor dieser Untersuchung geprüften Zeugenaussagen und Unterlagen handelt es sich vermutlich um Opfer, die vom 4. Bataillon der 3. Brigade des VDV (Vojska državne varnosti/Staatssicherheitsarmee) bei Kriegsende im Raum Bleiberg festgenommen wurden. Diese Menschen wurden dann nach Ravne und Prevalje und von dort nach Leše transportiert, wo sie von einem Tötungskommando getötet wurden.

## Poljana
- Das Massengrab von Poljana (Grobišče Poljana) liegt südwestlich des Dorfes, zwischen der Straße und dem Fluss Meža. Es enthält die Überreste einer unbestimmten Zahl kroatischer Soldaten, die in der Schlacht von Poljana getötet wurden, und möglicherweise auch Zivilisten, die nach der Kapitulation am 15. Mai 1945 liquidiert wurden.[3][8]